# Barriere di separazione di Ceuta e Melilla

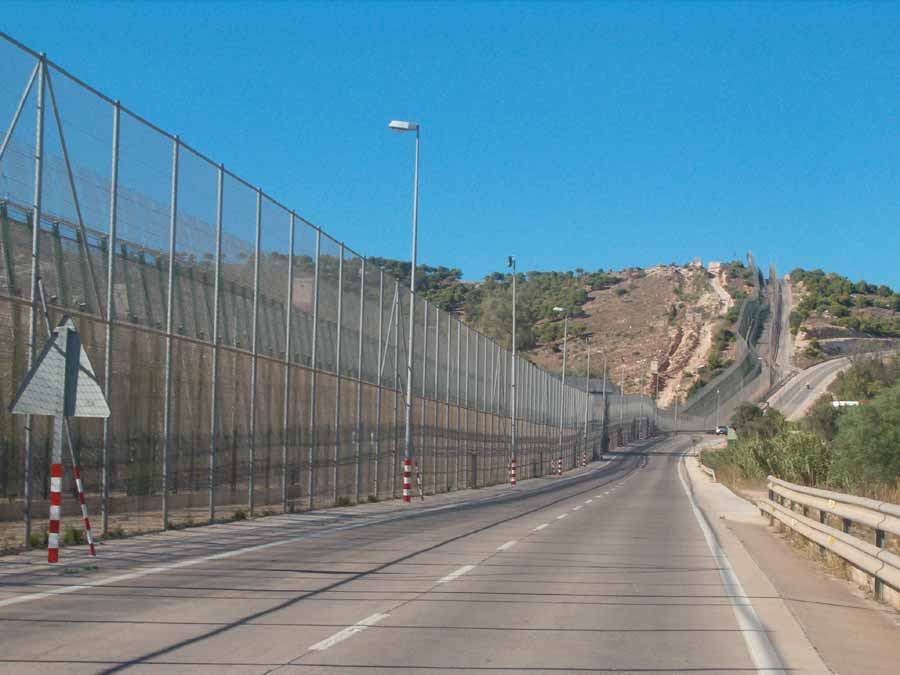
La recinzione a Melilla

Le barriere di separazione di Ceuta e Melilla (in spagnolo Vallas de Ceuta y Melilla, in arabo سياج مليلية الحدودي) sono due distinte barriere fisiche di separazione tra il Marocco e le città autonome spagnole di Ceuta e Melilla (le due città distano fra loro in linea d'aria 225 km). Il loro proposito è quello di ostacolare o impedire l'immigrazione illegale e il contrabbando.
Progettata e costruita dalla Spagna nel 1990, la divisione è costituita da barriere coronate da filo spinato. Per il progetto, 30 milioni di euro sono stati stanziati dall'Unione europea. Sono state erette due barriere parallele di tre metri di altezza, con posti di vigilanza alternati e camminamenti per il passaggio di veicoli adibiti alla sicurezza. Cavi posti sul terreno connettono una rete di sensori elettronici acustici e visivi. La barriera è dotata di un'illuminazione ad alta intensità, di un sistema di videocamere di vigilanza a circuito chiuso e strumenti per la visione notturna. Una successiva opera d'innalzamento della barriera l'ha portata a sei metri d'altezza, con il consenso dell'agenzia europea Frontex.
Nel settembre 2005 si registrò un tentativo massiccio di migrazione verso l'Europa, che causò la morte di molti immigranti sotto i colpi di arma da fuoco della polizia marocchina. Da allora, si sono ripetuti tentativi più o meno riusciti di scavalcamento in gruppo con ripetuti episodi anche mortali di violenza da parte degli immigranti e contro di essi.
Il Marocco si è opposto alla costruzione della barriera poiché considera Ceuta una parte occupata del proprio territorio, motivo per il quale dal 1975 ne ha richiesto l'annessione. Coloro i quali si dichiarano contrari alla barriera sostengono che la sua esistenza abbia provocato la morte di almeno 4000 persone, annegate nel tentativo di attraversare lo stretto di Gibilterra ed entrare illegalmente in Spagna.
La barriera di Ceuta è lunga 8 km, quella di Melilla 12 km.